# Bestune T33
Bestune T33 – samochód osobowy typu crossover klasy subkompaktowej produkowany pod chińską marką Bestune w latach 2019–2022.

## Historia i opis modelu

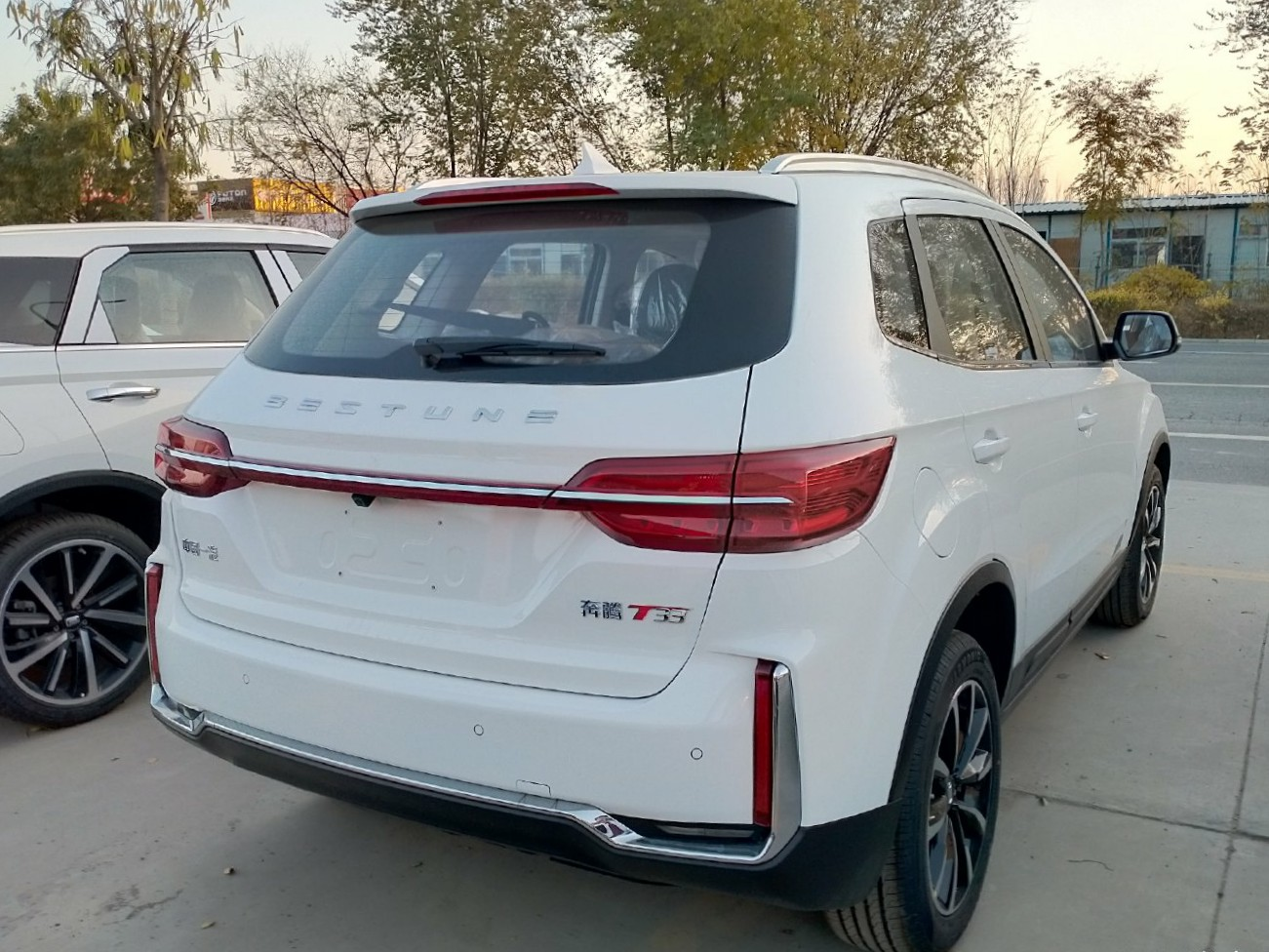
Bestune T33 – tył

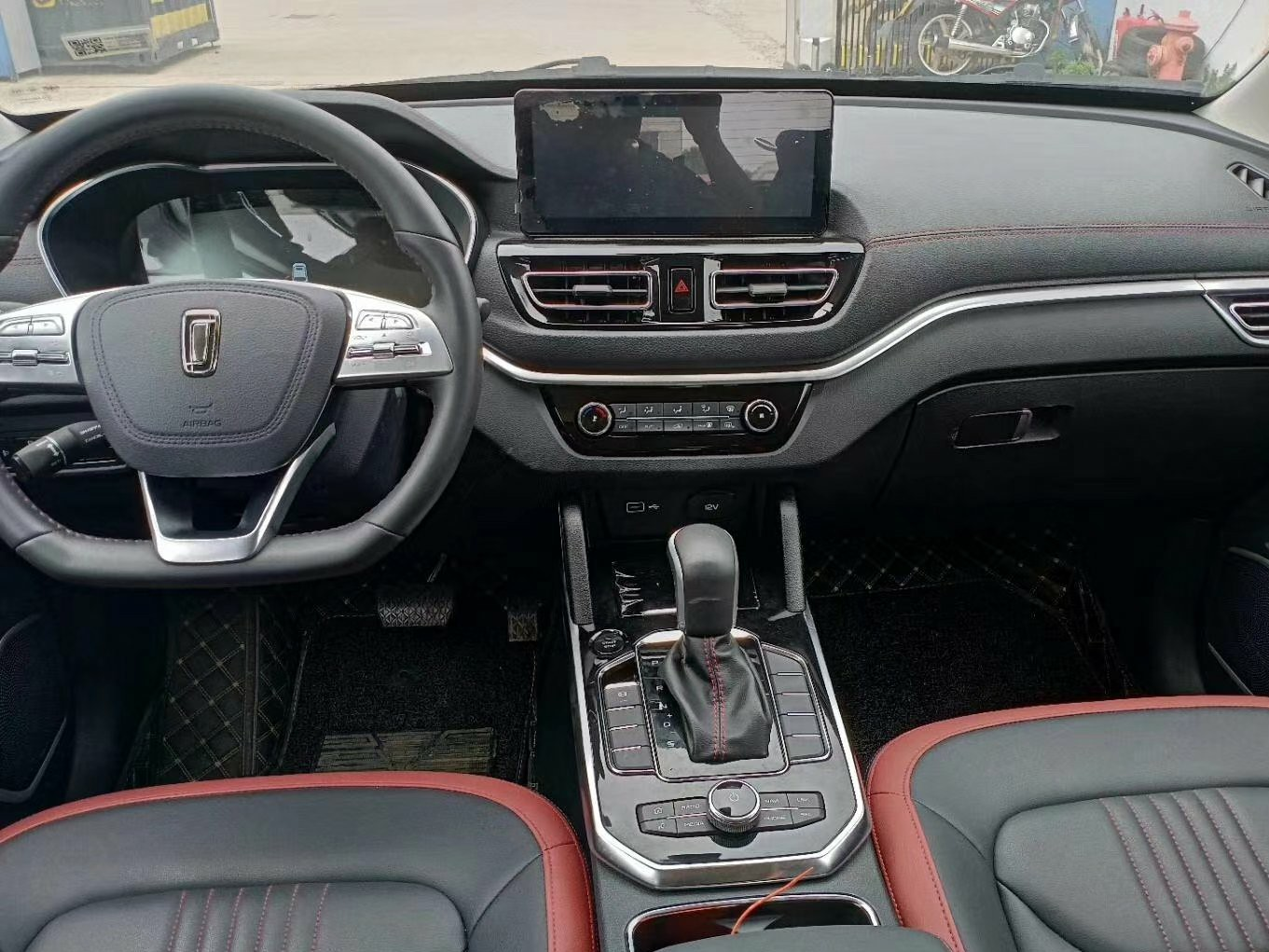
Bestune T33 – kokpit

W 2019 roku FAW Group przeszedł do dalszego wygaszania kolejnych modeli z linii modelowej Besturn, którą docelowo zastąpiła wdrożona na rynek w listopadzie 2018 roku nowa, samodzielna marka Bestune. Oprócz nowych modeli, zasiliły ją także dotychczas produkowane pojazdy z logo FAW. W lipcu 2019 roku przedstawiony w 2019 roku FAW Besturn X40 przeszedł gruntowną restylizację, w ramach której zmienił nazwę na Bestune T33.
W porównaniu do poprzednika, T33 zyskał węższe reflektory wykonane w technologii LED, przestylizowany zderzak z pionowymi paskami diod do jazdy dziennej, a także atrapą chłodnicy zdobioną motywem kropel deszczu i centralnie umieszczony logo Bestune. Gruntownie zmieniono też wygląd tylnej części nadwozia, która zyskała dwuczęściowe lampy i miejsce na tablicę umieszczoną na klapie bagażnika.

### Sprzedaż
Bestune T33 trafił do sprzedaży wyłącznie na rynku chińskim jako najmniejszy model w ofercie. Dostawy pierwszych egzemplarzy rozpoczęły się w sierpniu 2019 roku.

### Silnik
- L4 1.6l